# Palais national d'Ajuda
Pour les articles homonymes, voir Ajuda.
Le Palais national d'Ajuda, ou Palais de Notre-Dame d'Ajuda, est un monument national portugais, situé dans la paroisse d'Ajuda, à Lisbonne.
Ancien palais royal, le palais d'Ajuda est aujourd'hui occupé dans sa plus grande partie par deux musées mais aussi par la bibliothèque nationale d'Ajuda, le Ministère de la Culture et l'Institut des Musées et de la Conservation (IPM). Le palais et les musées sont gérés par l'Institut de Gestion du Patrimoine Architectural et Archéologique (IGESPAR) et par la Présidence de la République.

## Histoire

### Période Joanine
En 1726, Jean V (1689-1750) acquiert trois terrains dans la zone de Belém. Le premier est déjà occupé par ce qui est aujourd'hui le palais de Belém, le deuxième par une chapelle intégrée aujourd'hui au Palacio das Necessidades et le troisième, le terrain d'Ajuda, est réservé pour la construction d'une résidence royale d'été. Une voie entre celui-ci et le nouveau quai de Belém est ouvert (Calçada da Ajuda) avant même que le projet d'un palais ne soit évoqué.

### Période Pombaline

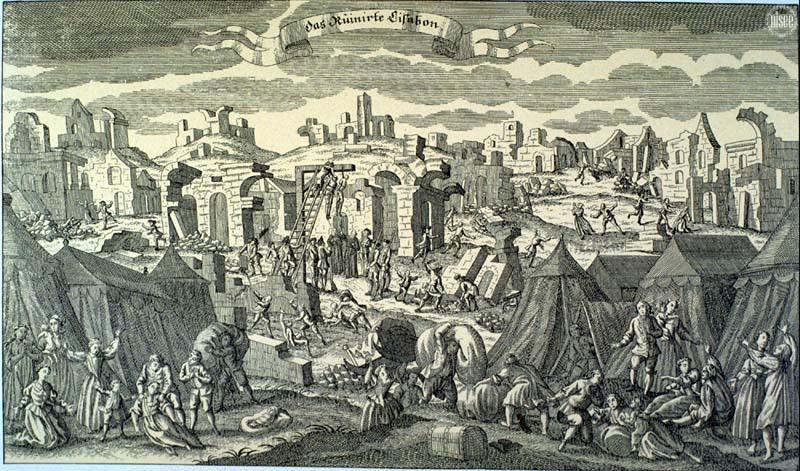
Reconstruction de Lisbonne. Au premier plan, les tentes provisoires. Au centre, une pendaison. Au fond, les ruines de Lisbonne.

L'utilisation des terrains d'Ajuda pour y installer un palais royal est l'une des conséquences du tremblement de terre de Lisbonne. Le 1er novembre 1755, sous le règne de Joseph Ier, un séisme détruit pratiquement toute la ville de Lisbonne. Le vieux Palais de Ribeira (en), résidence royale qui entourait le Terreiro do Paço, sur la rive du Tage n'échappe pas à la catastrophe. Outre les dégâts matériels, la perspective d'une réplique ou d'une nouvelle secousse tellurique plonge les lisboètes dans une peur panique.
Même si la famille royale et la Cour se trouvent ce jour-là à Belém, partie occidentale de la ville, où les effets du séisme furent moins violents, le roi est si traumatisé par les évènements qu'il refuse désormais de vivre dans une construction en dur. Il fait alors dresser sur la colline d'Ajuda, où l'activité sismique est faible, un palais de bois et de toile, auquel on donnera le nom de Baraque Royale (Real Barraca) ou de Palais de bois (Paço de madeira).
L'ouvrage est conclu en 1761. Il obéit, au début, à deux principes : résistance aux séismes (grâce aux matériaux de construction) et absence de maçonnerie. Le rez-de-chaussée et le premier étage sont de l'autorité de Petrone, Mazone et de Veríssimo Jorge. Les intérieurs sont décorés avec le plus beau mobilier, avec de grandes et précieuses pièces de tapisserie, d'orfèvrerie ainsi que des tableaux. La structure se développe tant et si bien que sa surface dépasse celle du palais actuel.
La cour y résidera presque trente ans, dans la luxueuse ambiance de l'âge d'or du despotisme éclairé soutenu par ce que les cargaisons d'or et de pierres précieuses du Brésil permettaient encore.
En 1768, le premier jardin botanique de Lisbonne est construit autour du palais par ordre du ministre Sebastião José de Carvalho e Melo, futur Marquis de Pombal.
Joseph Ier occupera la Baraque royale jusqu'à sa mort, en 1777.

### Période de la Régence

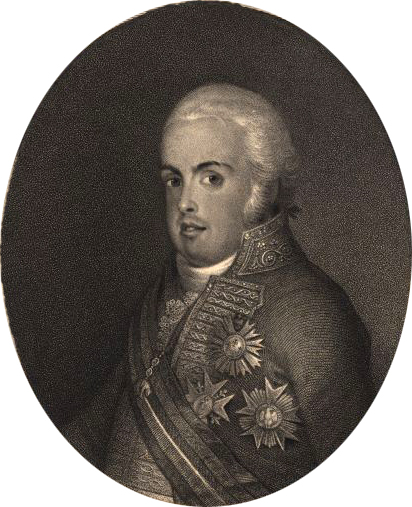
Jean, Prince Régent.

À la mort de Joseph Ier, sa fille, Marie Ire, lui succède. Vivant depuis son mariage avec Pierre III, dans le palais de Queluz, celui d'Ajuda est quelque peu laissé de côté, sans pour autant être abandonné par la reine et ses enfants.
Le 10 février 1792, le prince Jean VI prend officiellement la direction des affaires publiques à la place de sa mère qui a sombré dans la démence. Il signe alors les décrets en son nom. Le 15 juillet 1799 et jusqu'à son couronnement, il assume le pouvoir sous le titre de Prince régent.
En 1794, les registres nous apprennent que c'est la maladresse d'un domestique qui portait une bougie qui est à l'origine de l'énorme incendie qui détruisit complètement la Baraque royale et une grande partie de son précieux contenu : tapisseries, tableaux, orfèvrerie et mobilier. Seule la tour de la Paroissiale appelée Torre do Galo (Tour du Coq) en réchappe, grâce à l'effondrement, durant l'incendie, de la passerelle la reliant au palais. Quelques pièces du mobilier résistent à l'incendie. Elles sont aujourd'hui exposées au Musée du palais national d'Ajuda. Curieusement, on sait aussi, par les registres, que des restes de la structure de maçonnerie, faite pour supporter le second étage, furent retrouvés dans les décombres.

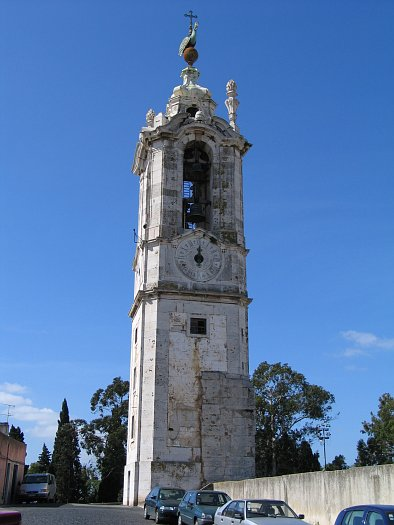
Tour de la Paroissiale appelée Torre do Galo (Tour du Coq)

Il devient alors nécessaire de construire un nouveau palais digne d'accueillir la famille royale. L'idée n'est pas nouvelle puisque, dès l'époque de Jean V et du vieux palais de Ribeira, le projet existait déjà. De nombreux historiens affirment que sans le tremblement de terre, Joseph Ier aurait probablement mené ce projet à bien, en lieu et place de la structure provisoire qui finira par partir en fumée.
Le prince Jean VI, approuve la construction d'un tout nouveau palais. Les plans en sont confiés à Manuel Caetano de Sousa (1742-1802) qui présente un projet de style baroque. La première pierre est posée le 9 novembre 1795. Il faut souligner ici la particularité d'un projet de style baroque, pour un bâtiment aussi important, à la fin du XVIIIe siècle. La construction est déjà lancée lorsque, deux architectes de l'école de Bologne, adeptes du nouveau style d'inspiration néoclassique, arrivent au Portugal et parviennent à convaincre le prince de modifier le projet. Il s'agit de Francisco Xavier Fabri (1761-1817) et de José da Costa e Silva (1747-1819). Ils sont chargés, en 1802, de modifier le projet antérieur. Mais c'est José da Costa e Silva qui défendra et appliquera l'adaptation du nouveau projet à la structure déjà construite.
La construction du nouvel édifice est interrompue à plusieurs reprises pour des problèmes récurrents d'ordre financier et politique. En 1807, les invasions françaises provoquent même le transfert de la famille royale et de la cour au Brésil.
C'est depuis le palais d'Ajuda que le prince Jean écrit à ses sujets avant de partir pour le Brésil. Bien que les invasions n'aient pas été directement responsables de l'arrêt des travaux - les registres indiquent que l'émissaire de Napoléon Bonaparte, le général Junot avait donné l'ordre de poursuivre les travaux - la construction en simultané d'un palais royal au Brésil, le palais de São Cristóvão, ainsi que d'autres travaux importants dans la colonie provoquent un transfert des investissements du royaume vers le Brésil.
C'est pourquoi, au long de la première moitié du XIXe siècle, les travaux progressent lentement, tout en ayant le concours d'artistes nationaux importants, se consacrant à la décoration du toit et des façades: Domingos Sequeira (1768-1837), Arcangelo Foschini (1771-1834), Cirilo Wolkmar Machado (1748-1823), Machado de Castro (1731-1822) et João José de Aguiar (1769-1834).

### L'époque du libéralisme

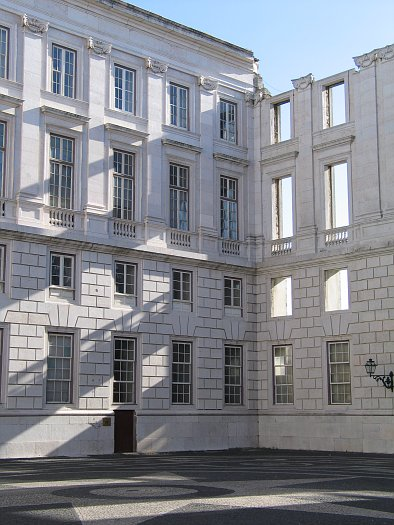
Façade intérieure du palais. On peut voir le côté droit inachevé. Les dernières finitions, celles des chapiteaux et des fenêtres du dernier étage par exemple, ne seront réalisées qu'au milieu du XXe siècle.

Lorsque, en 1821, Jean VI rentre du Brésil (à la suite de la révolution libérale de 1820), le palais n'est toujours pas terminé. Les installations permettent à peine la tenue de cérémonies protocolaires, telles que l'investiture de Jean VI dans l'Ordre de la Jarretière en 1823. Le monarque choisit donc d'aller vivre dans le palais de Bemposta, où il mourra le 10 mars 1826.
Les ailes est et sud du palais d'Ajuda sont désormais habitables; la Marquise d'Alorna est conviée pour diriger la décoration des intérieurs. L'année de la mort du roi, Isabelle de Bragance, devenue infante régente, vient habiter le nouveau palais royal avec ses sœurs, Maria da Assunção et Maria Francisca Benedita.
En 1828 Michel Ier y est acclamé roi lors des États Généraux réunis dans la salle des Cortes, aujourd'hui Salle du souper (Sala da Ceia). Il habitera le palais d'Ajuda durant près de six mois, le temps que le Palacio das Necessidades subisse quelques travaux pour devenir sa résidence officielle.
Lorsque débute le conflit entre les factions libérales et absolutistes, le pays plonge dans un climat d'incertitude. Les travaux qui se poursuivaient lentement sont totalement arrêtés en 1833, avec l'arrivée des troupes libérales à Lisbonne.
Le régime libéral est rétabli grâce à la victoire des troupes de Pierre IV. Celui-ci assume le pouvoir en tant que régent jusqu'à la majorité de sa fille, la future Marie II. Il prête serment à la Charte constitutionnelle dans la salle du trône du palais d'Ajuda, le 30 août 1834.

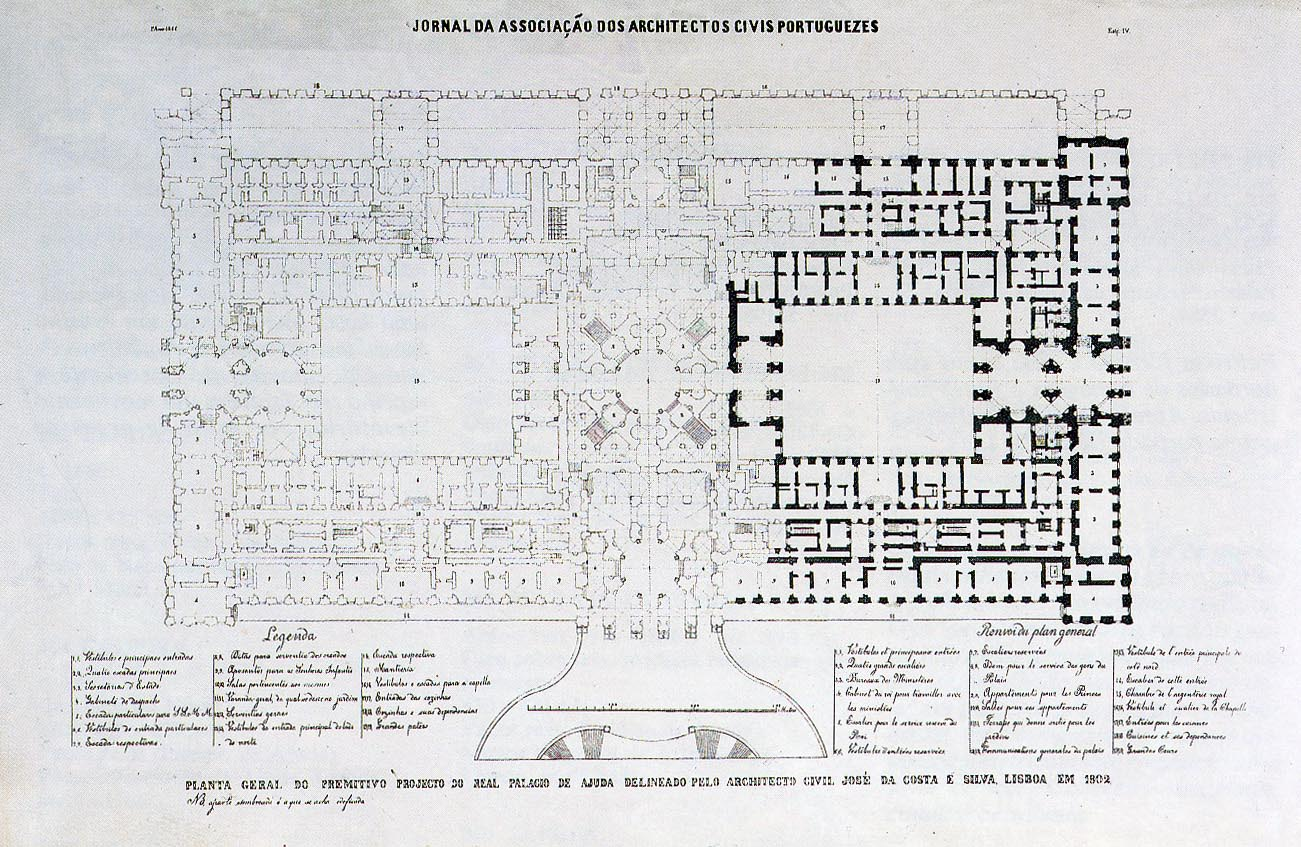
Plan original du Palais. Seule la partie en noir est effectivement construite

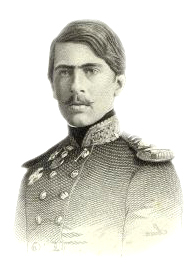
Pierre.

Dès lors, la réalisation intégrale des plans du palais est abandonnée. Les raisons sont nombreuses: d'abord, si le concept de pouvoir concentré dans un grand palais (tel qu'aurait dû être le palais d'Ajuda), d'où le roi prend ses décisions entouré de sa famille, de la Cour et des ministres, avait un sens sous les régimes précédents, il ne correspond plus au régime libéral. En outre, Marie II et son second mari, le prince consort Ferdinand (futur Ferdinand II habitent désormais le palacio das Necessidades, tout juste réhabilité, ainsi que l'extravagant Palacio de Pena à Sintra, commandé par Ferdinand et tout juste achevé. Le palais d'Ajuda passe à nouveau au second plan (comme pendant l'épisode de la royale baraque sous Marie Ire). Quelques cérémonies aux jours de fête s'y réalisent encore.
Le palais d'Ajuda est ainsi réduit à accueillir de rares cérémonies officielles, après la mort de Marie II, et encore sous les règnes de Ferdinand II et de son fils Pierre V. Celui-ci utilise le palais pour célébrer son acclamation officielle et son mariage, ainsi que pour rendre visite à son ami, le bibliothécaire royal Alexandre Herculano. Pierre V vit avec son père et ses frères, dans le Palacio das Necessidades. Une tragédie va venir mettre fin à cette relégation du palais.

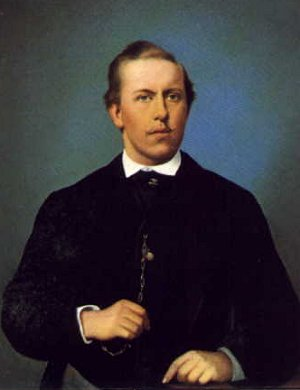
Louis Ier

### Règne de LouisIer
Fin 1861, une énorme tragédie s'abat sur la famille royale quand les infants Ferdinand et Auguste de Bragance contractent la fièvre typhoïde. Alités dans le palacio das Necessidades, ils finissent par contaminer leur frère, le roi Pierre V. Le 6 novembre, le roi moribond, entend sonner le glas annonçant la mort de son jeune frère de 15 ans, Ferdinand.
Les infants Louis (futur Louis Ier) et Jean, partis en voyage - ils accompagnent leur sœur, l'infante Antonia, chez son mari en Belgique - apprennent la nouvelle de la grave maladie qui affecte leurs frères. Ils abandonnent immédiatement la France pour Lisbonne où, en accostant, Louis est reçu par les dignitaires qui s'agenouillent devant lui et l'appellent « votre Majesté ». Le roi Pierre V, est mort le 11 novembre. Il apprend la mort de Ferdinand le jour-même. Si Auguste voit sa santé s'améliorer, Jean, tout juste débarqué, est contaminé et finit par mourir le 27 décembre.
L'annonce de ces décès fait naître toutes sortes de prophéties et de théories farfelues au Portugal. Des voix conseillent au roi de quitter le palacio das Necessidades. Louis Ier s'installe pour quelques mois dans le palais de Paço de Arcos, tandis que débutent des travaux pour l'accueillir au palais d'Ajuda. Après de rapides négociations, Maria Pia de Savoie, fille du premier roi d'Italie, Victor-Emmanuel II, est choisie comme future reine. Dès lors et pour la première fois dans son histoire, le palais d'Ajuda devient résidence royale.
D'importants travaux sont réalisés sur la structure du bâtiment (toit, charpente et fenêtres). On fait installer des tapis, des lampes, et des meubles. Tout cela pour accueillir le nouveau roi et répondre aux exigences que la future reine, âgée d'à peine 15 ans, a fait parvenir par lettre. La décoration intérieure va connaître de grands changements sous l'autorité de Maria Pia.

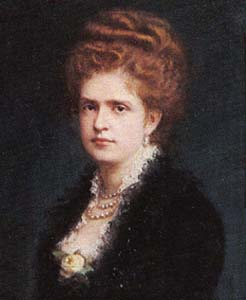
La reine Maria-Pia de Savoie.

Cette décoration, qui reflète de manière quasi exclusive le goût de la reine, est pourtant l'œuvre de l'architecte Joaquim Possidónio Narciso da Silva; il organise et exécute les transformations.

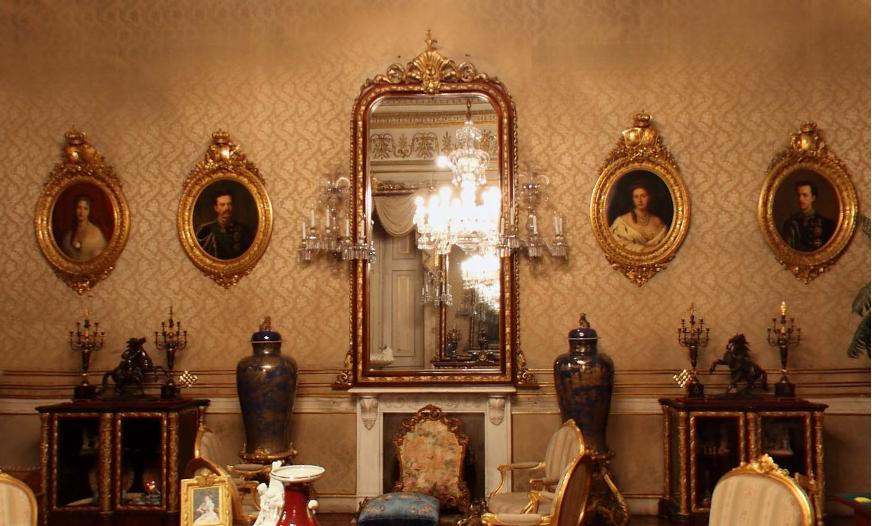
Salon Bleu du Palais

La reine impose de nouvelles mesures d'hygiène, de confort avec le cloisonnement des espaces. On retrouve là des caractéristiques de la mentalité bourgeoise du XIXe siècle.

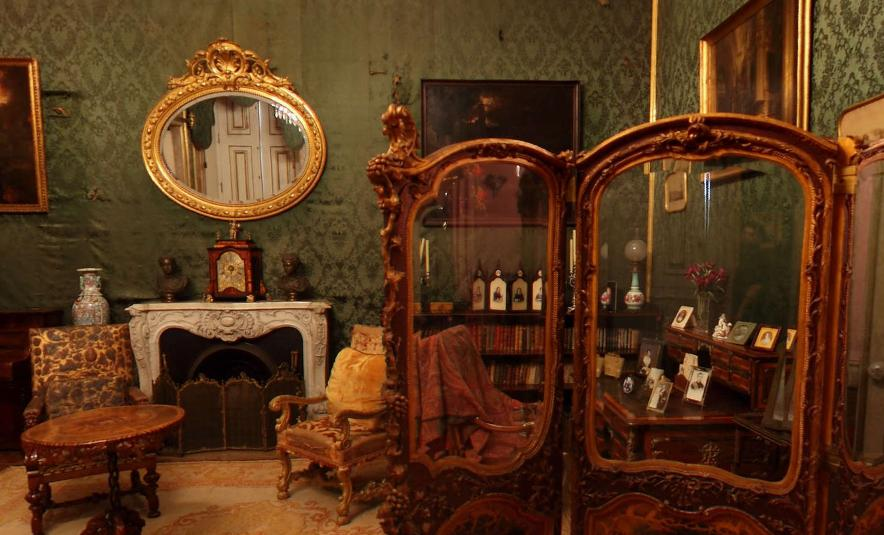
Salon Vert du Palais

Ainsi, les grands salons sont compartimentés: l'ancien vestibule est divisé en trois, le jardin d'hiver est entouré de deux antichambres (le Cabinet en chêne et le Salon de Saxe). On introduit de nouvelles divisions afin d'ouvrir des salles de bains dotées de baignoire et d'eau courante, une salle à manger (dite "de La Reine"), pour les repas quotidiens de la famille, et des zones de loisirs (telles que la Salle de Musique, le salon Bleu et le Jardin d'hiver). Le billard, l'atelier de peinture et le salon chinois datent aussi de cette époque. Seuls la majestueuse chambre de Maria Pia, recouverte de moquette et décorée selon le style Napoléon III, et son bureau (le Salon vert), surprises préparées par Louis Ier pour l'arrivée de la reine, sont laissés tels quels. Les grands appartements de la reine contrastent avec le faible espace dévolu au roi, dont la simplicité et l'humilité sont connues et contrastent avec la personnalité véritablement princière et imposante de Maria Pia. Leur relation et leurs différences se manifestent de manière évidente dans la distribution des espaces et dans les éléments décoratifs du palais.
Ajuda est l'un des rares palais à posséder cet aspect familial si marqué, au point de refléter la personnalité du couple royal. Les appartements du roi, divisés en petits espaces (bureau, toilettes, chambre et salle de bain) rappellent ceux d'un marin. Tous ces changements de décoration ont exigé des altérations faites, aussi bien sur les murs et les plafonds, désormais peints ou tapissés de neuf, que sur les planchers, couverts de parquet ou de moquettes.
L'origine des meubles, des tapisseries et des décorations en général, est diverse. Une partie provient des réserves d'autres palais ou du trésor royal. Une autre partie provient d'acquisitions auprès de maisons spécialisées, au Portugal ou à l'étranger, notamment de Paris et tout particulièrement de la Maison Paul Sormani. Il faut dire que Maria Pia participa largement au développement des achats sur catalogue, nouveauté de l'époque. Le reste provient de dons des différentes familles royales: le trousseau, par exemple, fut ramené d'Italie par Maria Pia de Savoie.

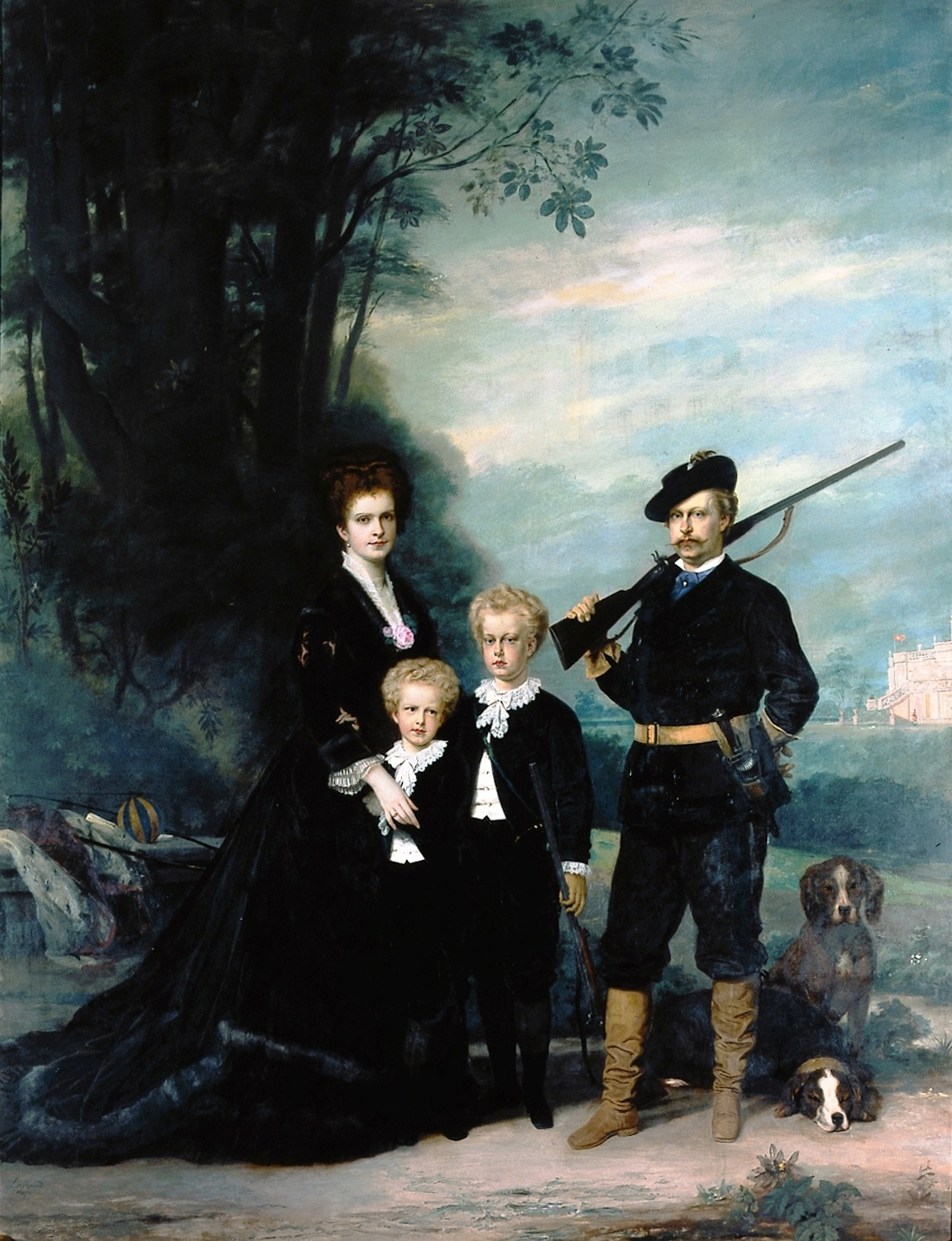
La famille royale : la reine Maria Pia, l'infant Alphonse, le prince Charles, et le roi Louis Ier. Au fond à droite, le palais de Queluz avec le drapeau des ducs de Bragance (1876)

Le palais d'Ajuda devient à la fois le théâtre de grands galas - banquets et réceptions officielles - et d'événements liés au quotidien de la famille royale: concerts de musique de chambre, soirées animées par divers artistes, parties de billard, de whist et de loto. Maria Pia réclame souvent à Louis Ier la Sala do Despacho pour y organiser noël ou le carnaval.
Dans le salon de peinture sont nés les princes Charles (1863-1908) et Alphonse (1865-1920). Leur enfance est fortement liée à ce palais. Le règne de Louis Ier se déroule sous le signe de la paix, de la stabilité et du progrès, le roi faisant preuve d'impartialité politique, de tolérance et de respect envers les différents courants politiques.
Louis Ier aime les arts. Il est à l'origine, avec son père, de la galerie de peinture, dans l'aile nord du palais d'Ajuda, qui réunit une grande partie de la collection royale. Elle sera ouverte au public en 1869 avant de fermer en 1875. Outre les travaux et les décorations déjà cités, de nombreuses autres interventions eurent lieu dans le palais sous son règne. Citons les arrangements pour le mariage du prince héritier Charles avec la Française Amélie d'Orléans (fille du prétendant orléaniste au trône de France) ; ils incluent un nouveau mobilier dans la salle à manger (sala da ceia) et le revêtement de la salle du trône (sala do trono). Les anciens appartements du princes évoluèrent aussi avec eux. Ceux de Charles disparurent à l'occasion de son mariage et de son installation au palais de Belém qui avait été amélioré afin de devenir résidence officielle des ducs de Bragance.
Durant les dernières années de sa vie, la santé de Louis Ier lui impose de quitter sa petite chambre sombre et confinée; malgré sa contrariété, il occupa alors à l'étage noble, une chambre un peu plus grande mais surtout bien aérée et lumineuse. Cela contribua à une relative amélioration de sa santé.
La salle à manger de la reine, derniers travaux entrepris dans le palais, ne sera terminée que peu de temps après sa mort en 1889.

### Les dernières années de la monarchie

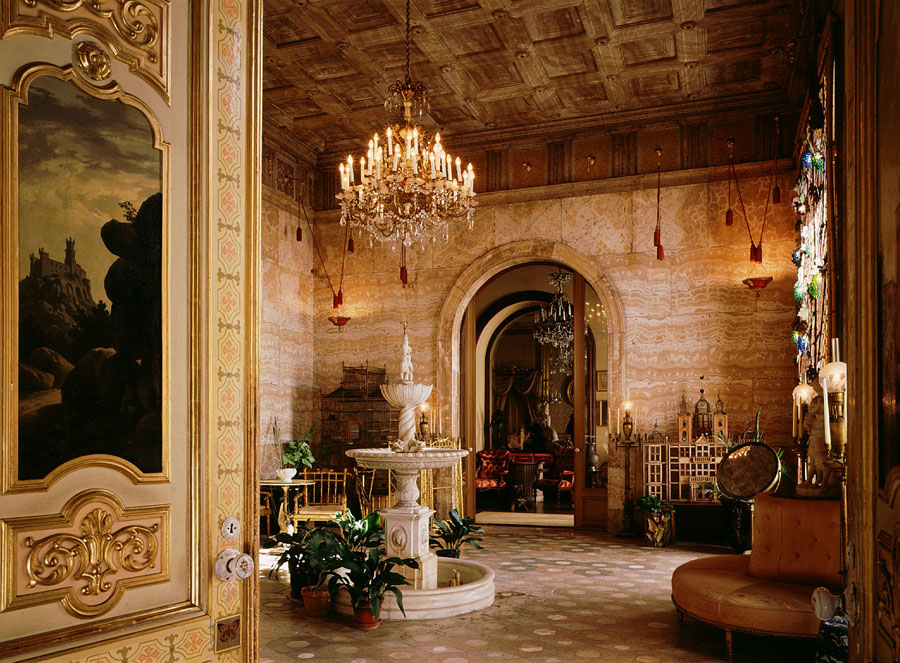
Vue sur le jardin d'hiver du palais. Au fond, le cabinet en chêne

Après la mort de Louis Ier en 1889, Charles Ier, son fils, lui succède au côté de la reine Amélie d'Orléans. Tous les deux vivaient jusqu'alors à Belém avec leurs enfants, le prince Louis Philippe et l'infant Manuel. Le palais d'Ajuda est à nouveau relégué. Il est occupé par la reine-mère, Maria Pia, et son fils, l'infant Alphonse. Quelques salles de l'étage noble sont réservées pour les cérémonies officielles du nouveau règne. Les banquets et les réceptions d'état, réalisés en l'honneur d'Edouard VII d'Angleterre, d'Alphonse XIII d'Espagne, de Guillaume II d'Allemagne, ou encore d'Émile Loubet, Président de la République française, s'y tinrent sous le règne de Charles Ier.
Le 1er février 1908, le roi et le prince héritier sont assassinés. Manuel monte sur le trône. Il continue de résider au Palacio das Necessidades tandis que celui d'Ajuda reste réservé aux cérémonies officielles. Maria Pia y restera jusqu'en octobre 1910 avant de quitter le pays, avec toute la famille royale, à la suite de l'instauration de la République portugaise.

### De la Première République à nos jours

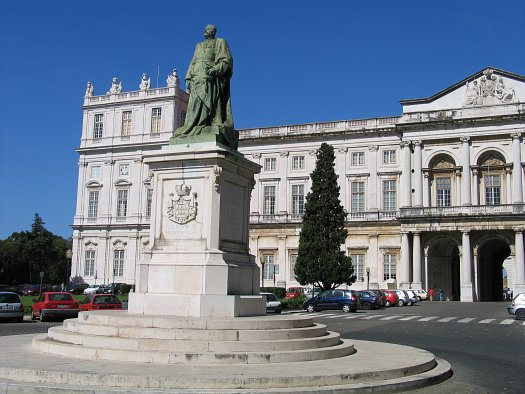
Palais national d'Ajuda et statue de Charles Ier de Portugal.

Le palais restera fermé durant les premières années de la République, mais le nouveau régime aura soin de protéger et d'inventorier scrupuleusement les biens appartenant au patrimoine national. Plus tard, bon nombre des palais royaux furent vidés et leur contenu entreposé au palais d'Ajuda. C'est donc au titre de maison-mère des collections royales que le palais rouvre en 1938 en tant que musée.
En 1954, est inaugurée la chambre forte où est exposée la collection de joyaux et d'argenterie de la Couronne.
Dans les années 1940, le palais étant toujours inachevé, Raul Lino fut chargé par deux fois, de réaliser des plans pour terminer l'édifice. Aucun ne sera réalisé.
En 1974, dans la nuit du 23 au 24 septembre, un grand incendie détruit la salle de peinture de Louis Ier et une partie de l'aile nord. Selon la presse, une grande partie des œuvres d'art présentes aurait été détruite dans l'incendie; cela correspondrait approximativement à 500 tableaux. Un de ces tableaux, un autoportrait de Rembrandt,aurait été négocié à Paris en 1974. Un autre, attribué à un célèbre peintre italien du XIXe siècle, représentant des militaires à cheval, aurait été négocié chez Christie's à Londres en 1975.
En 1987, l'architecte, Gonçalo Byrne est invité à dessiner l'aile ouest toujours inachevée.
Le Musée du Palais National d'Ajuda offre un véritable et unique témoignage des arts décoratifs, avec des collections qui vont du XVe au XXe siècle. Il présente aussi sur deux niveaux, les appartements privés et les salles nobles dédiées aux jours de gala.
De nos jours, il est utilisé par l'état portugais pour des cérémonies officielles, comme sous la monarchie.

## Museu do Tesouro Real

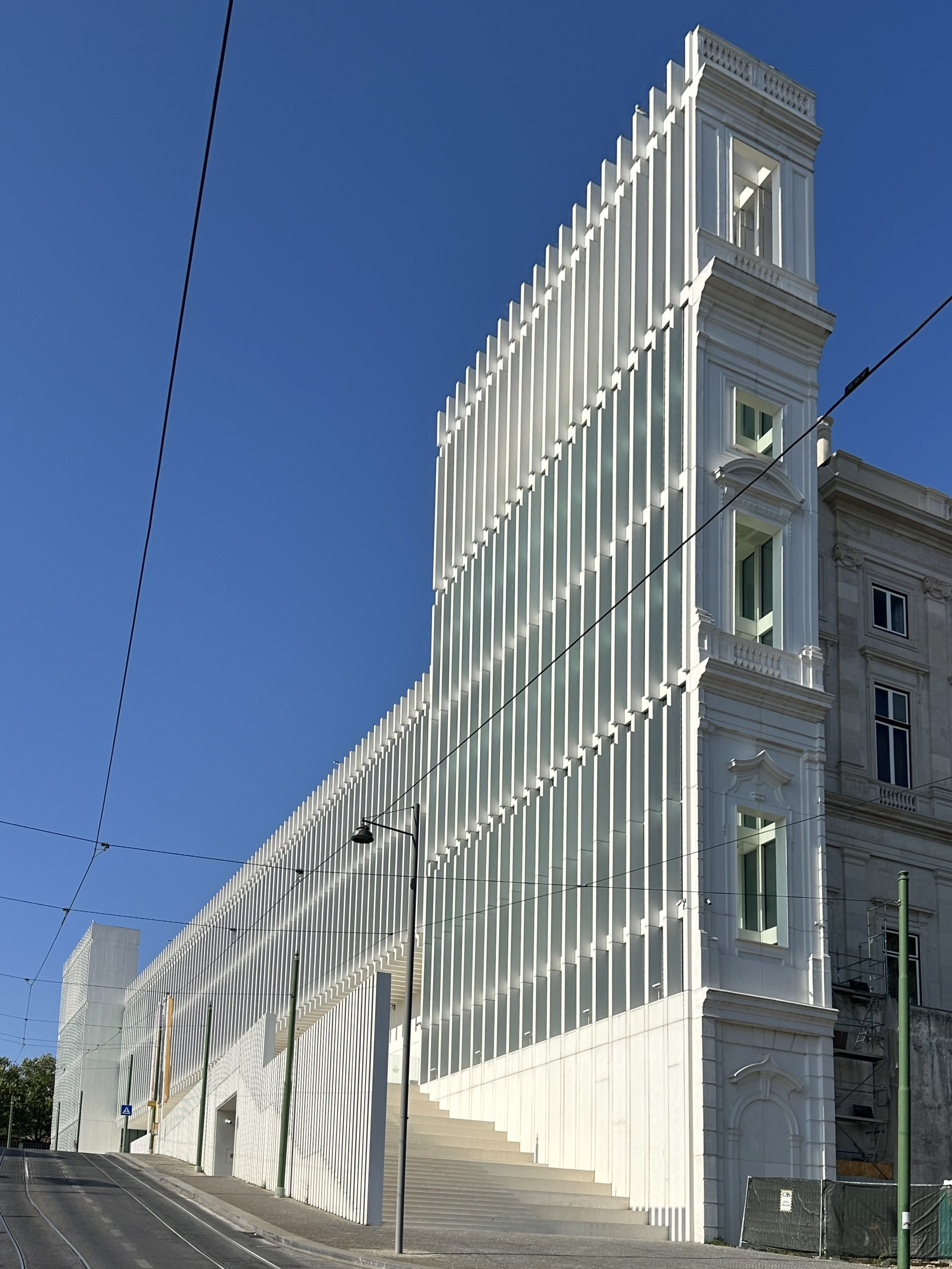

Depuis le 1er juin 2022, le palais abrite un deuxième musée. Sa collection regroupe les joyaux et le trésor de la couronne portugaise. Elle comprend les bijoux, la vaisselle précieuse et d’autres objets symboliques attributs de la royauté. On y accède par une quatrième façade à l’architecture contemporaine ajoutée au palais.

## Galerie

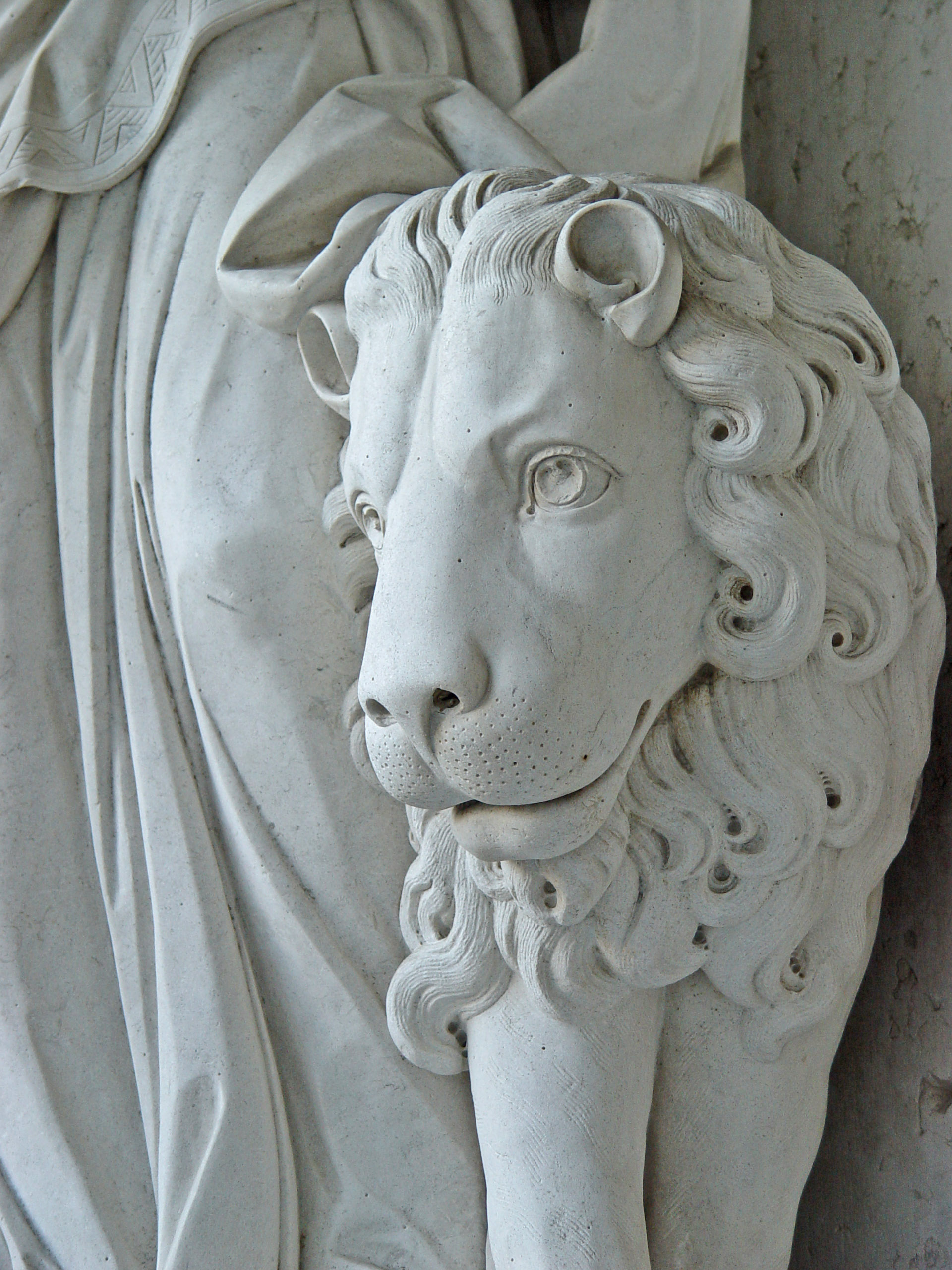
Détail d'une sculpture.
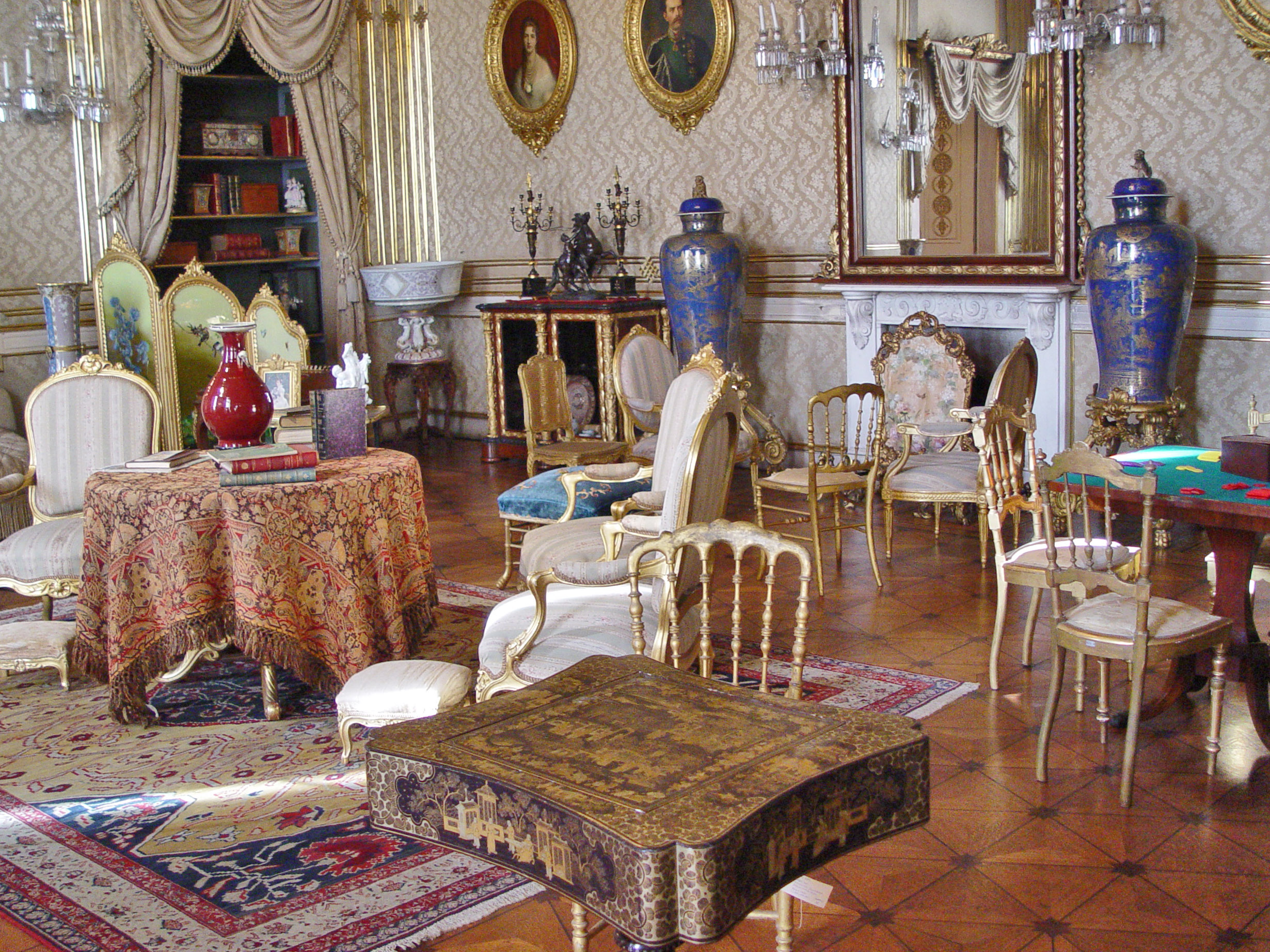
Le salon bleu.
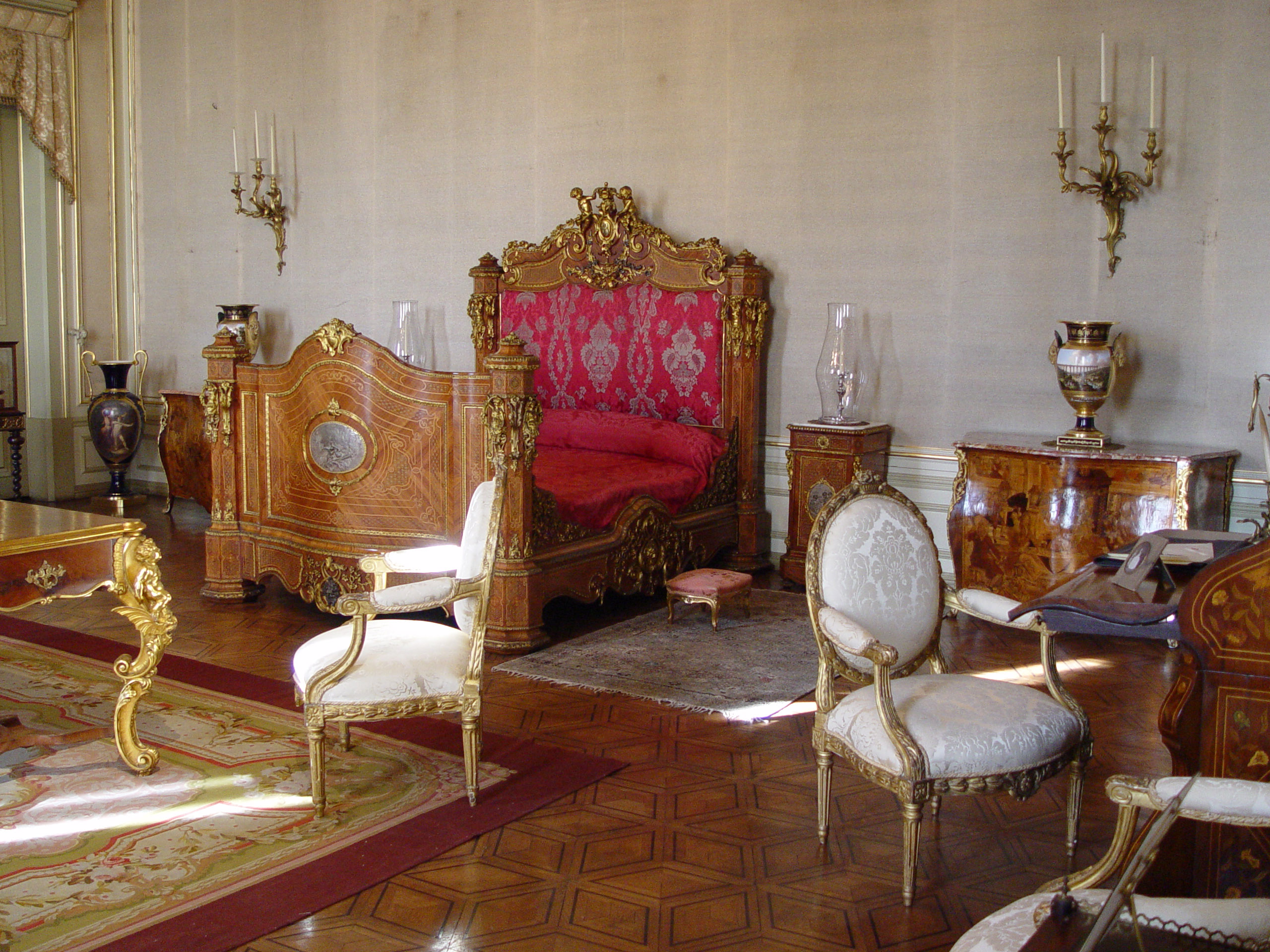
La chambre de Louis Ier.
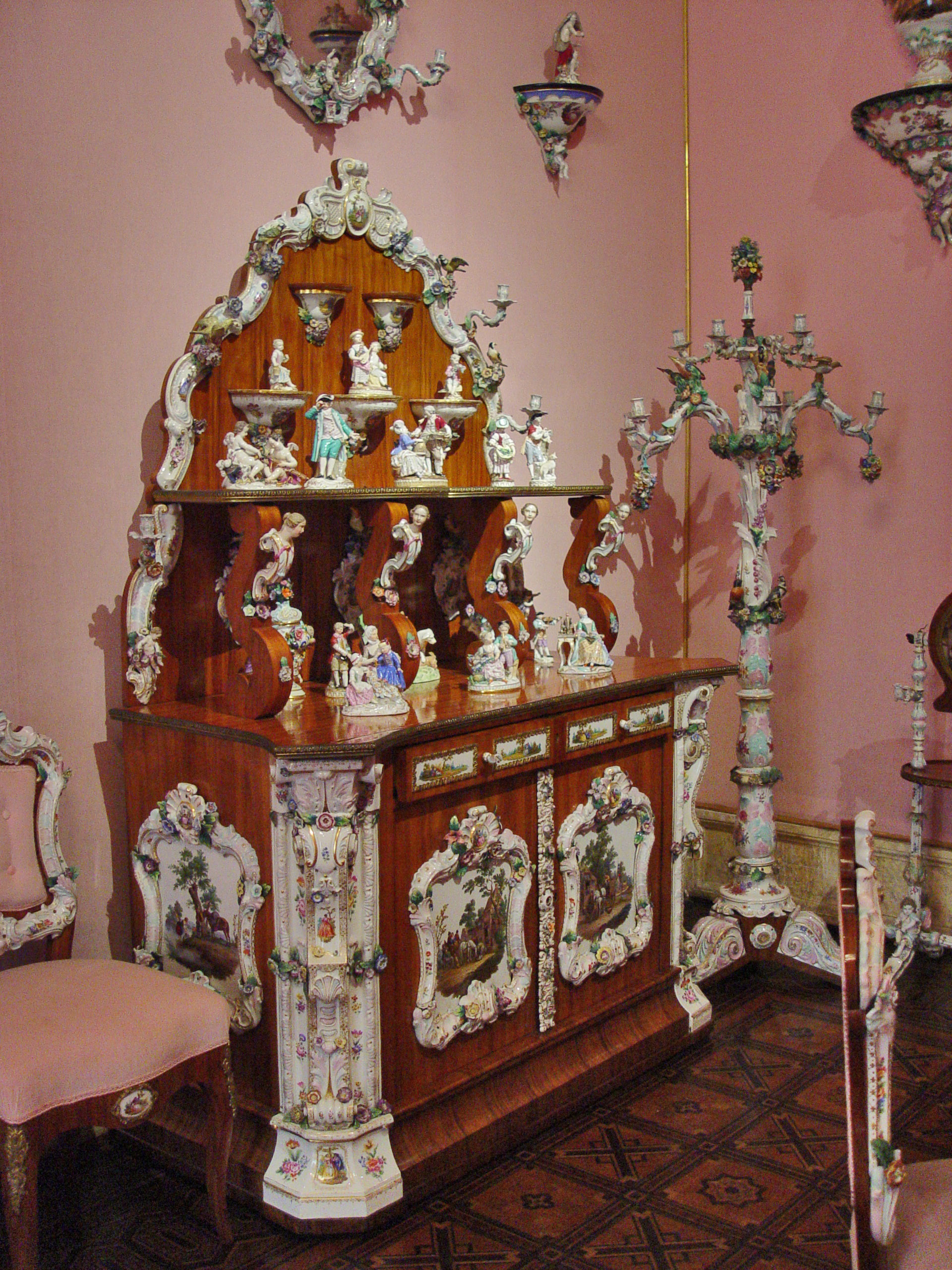
La chambre rose.
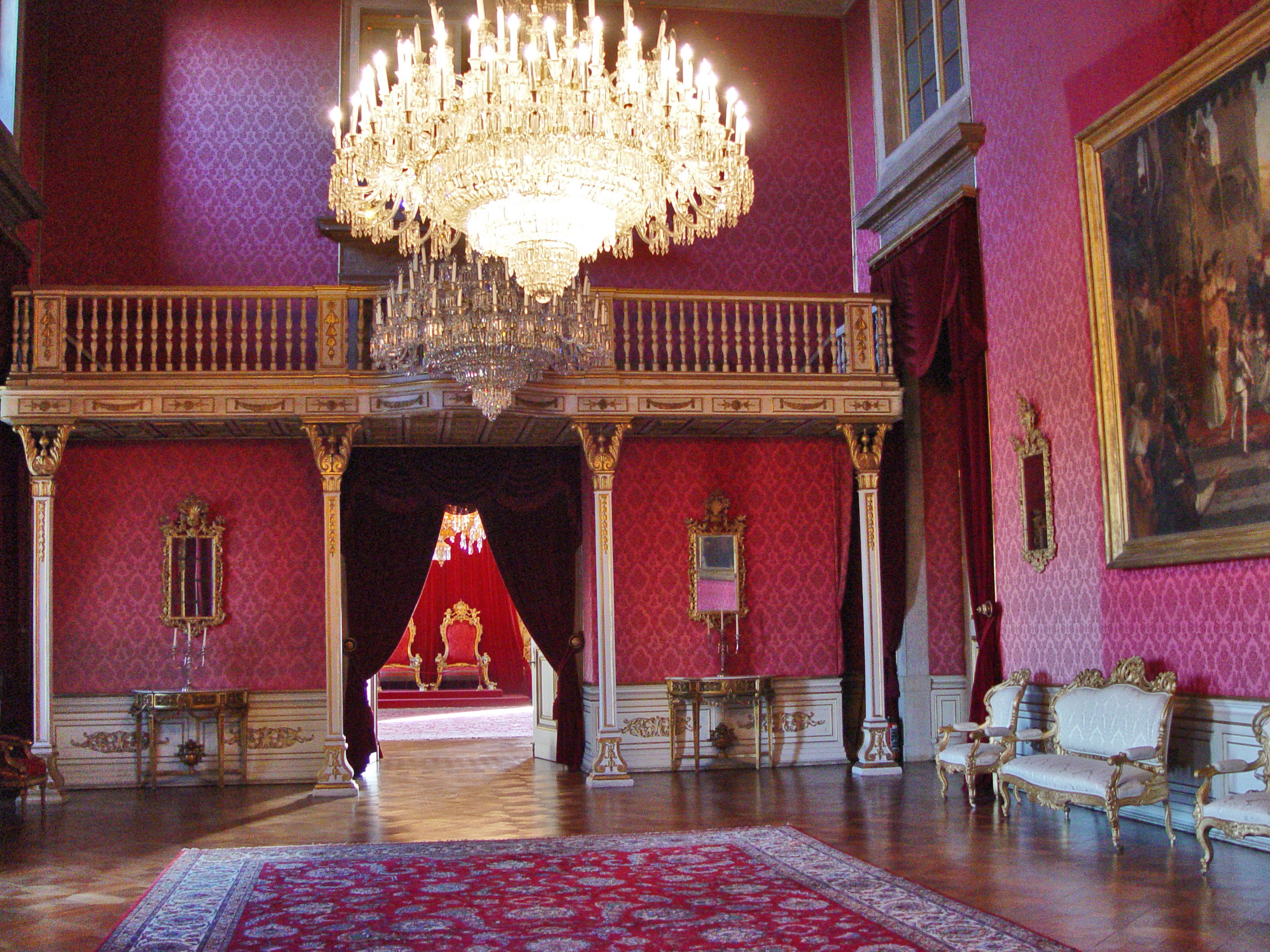
Le hall Jean VI.
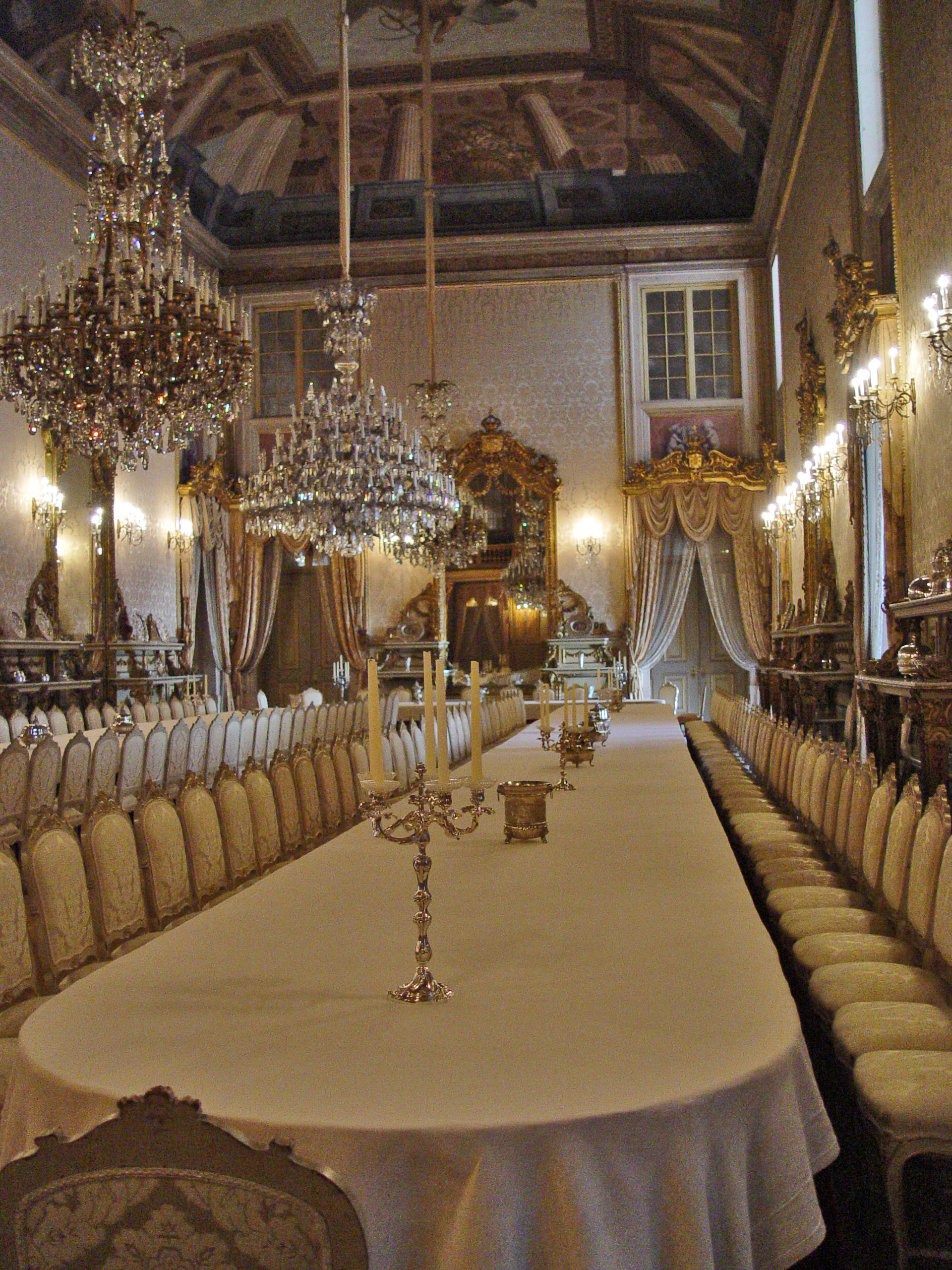
La grande salle à manger.
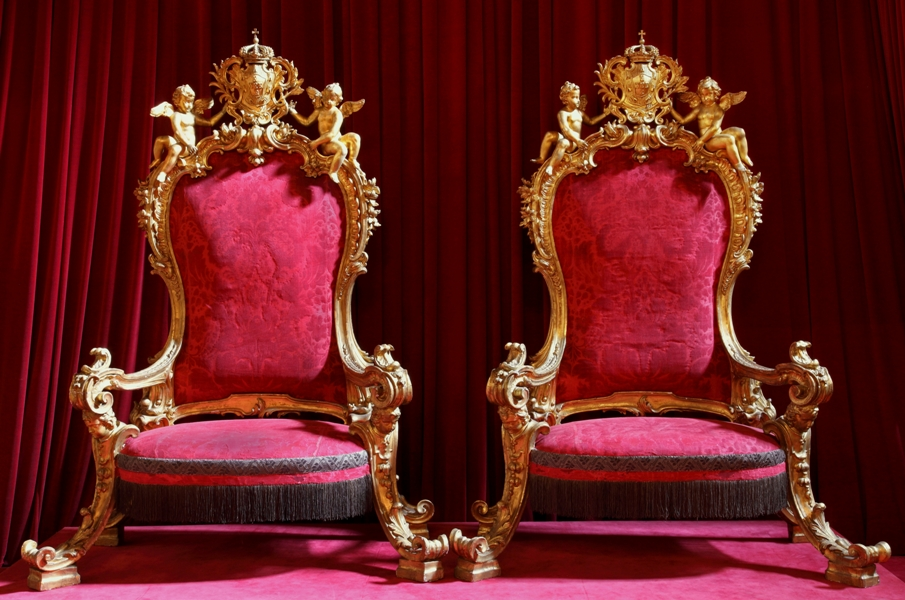
Le trône royal.
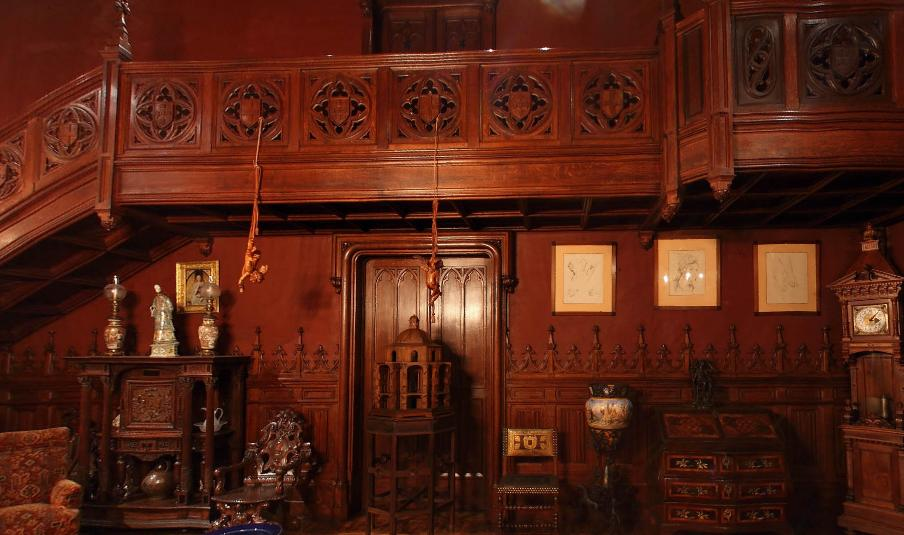
Le salon de peinture.
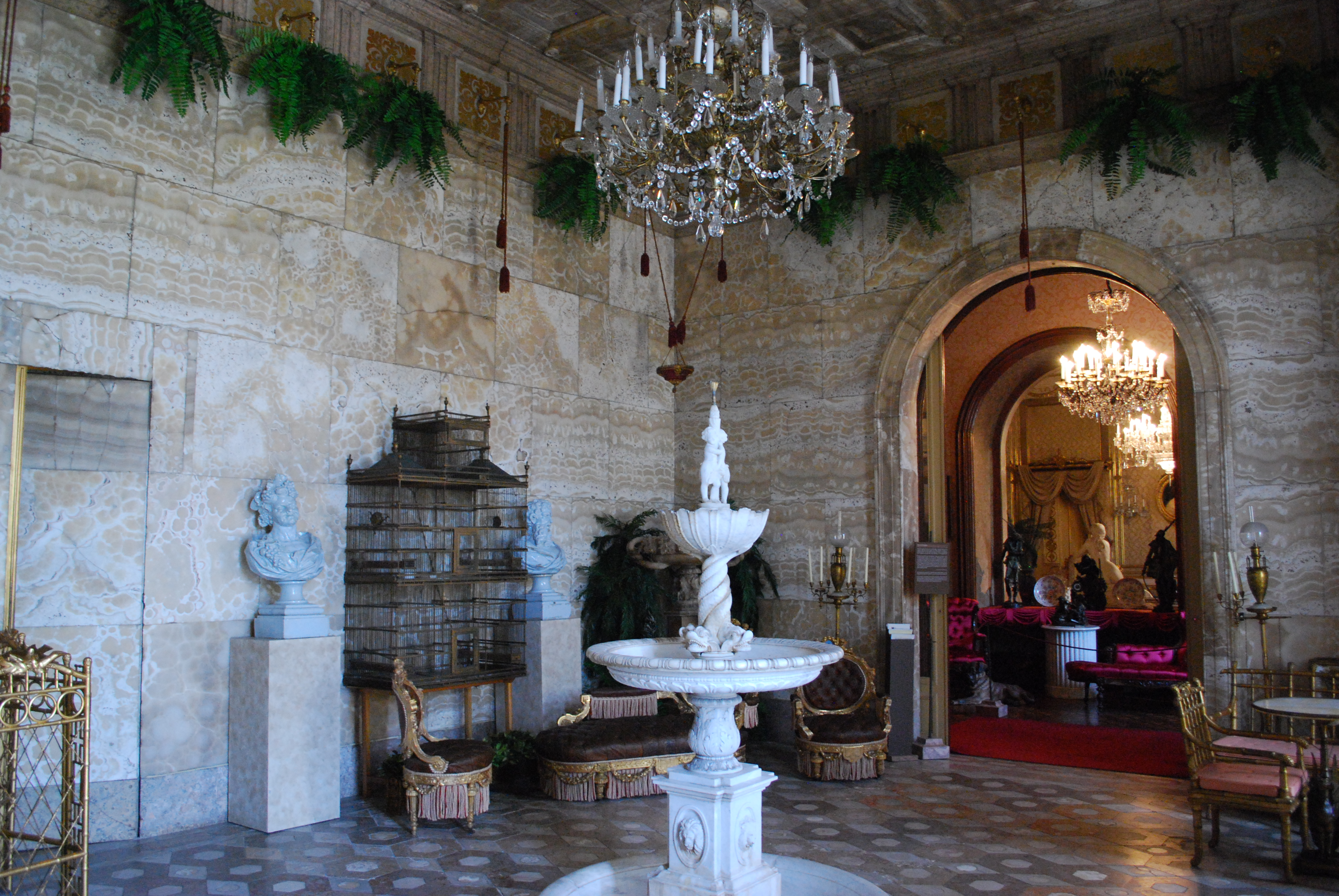
Le salon de marbre.
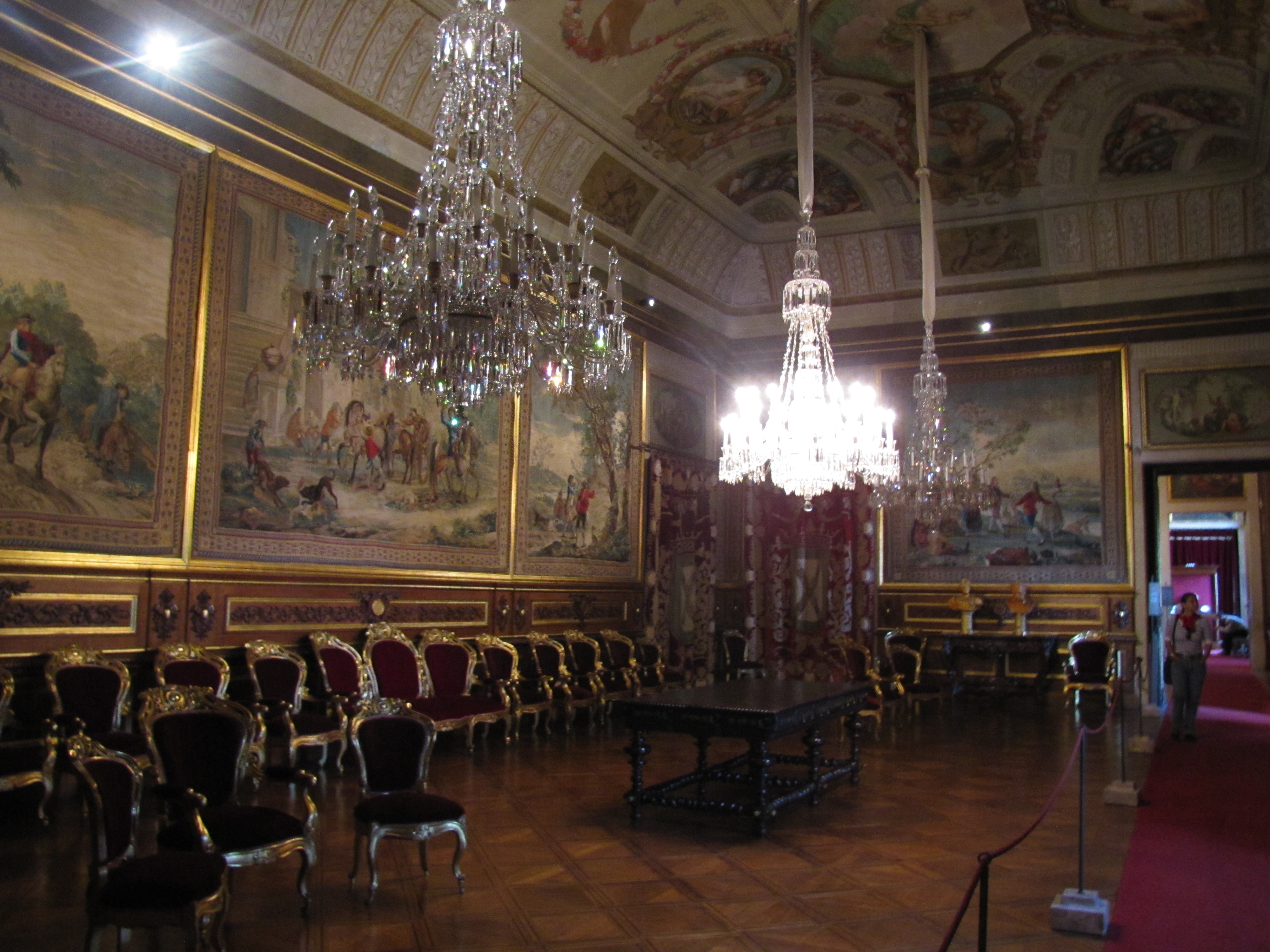
La grande salle d'attente.
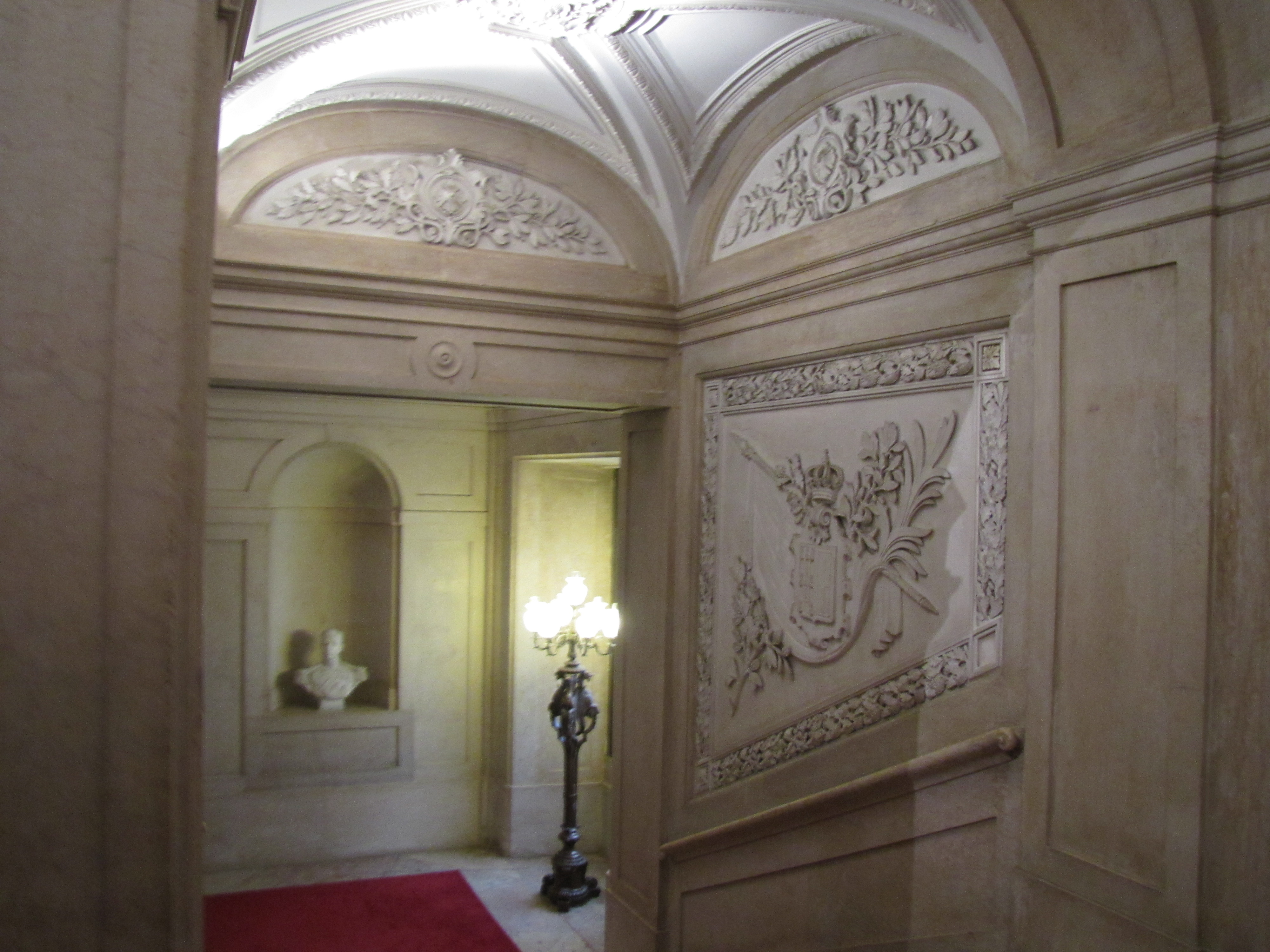
Le grand escalier.
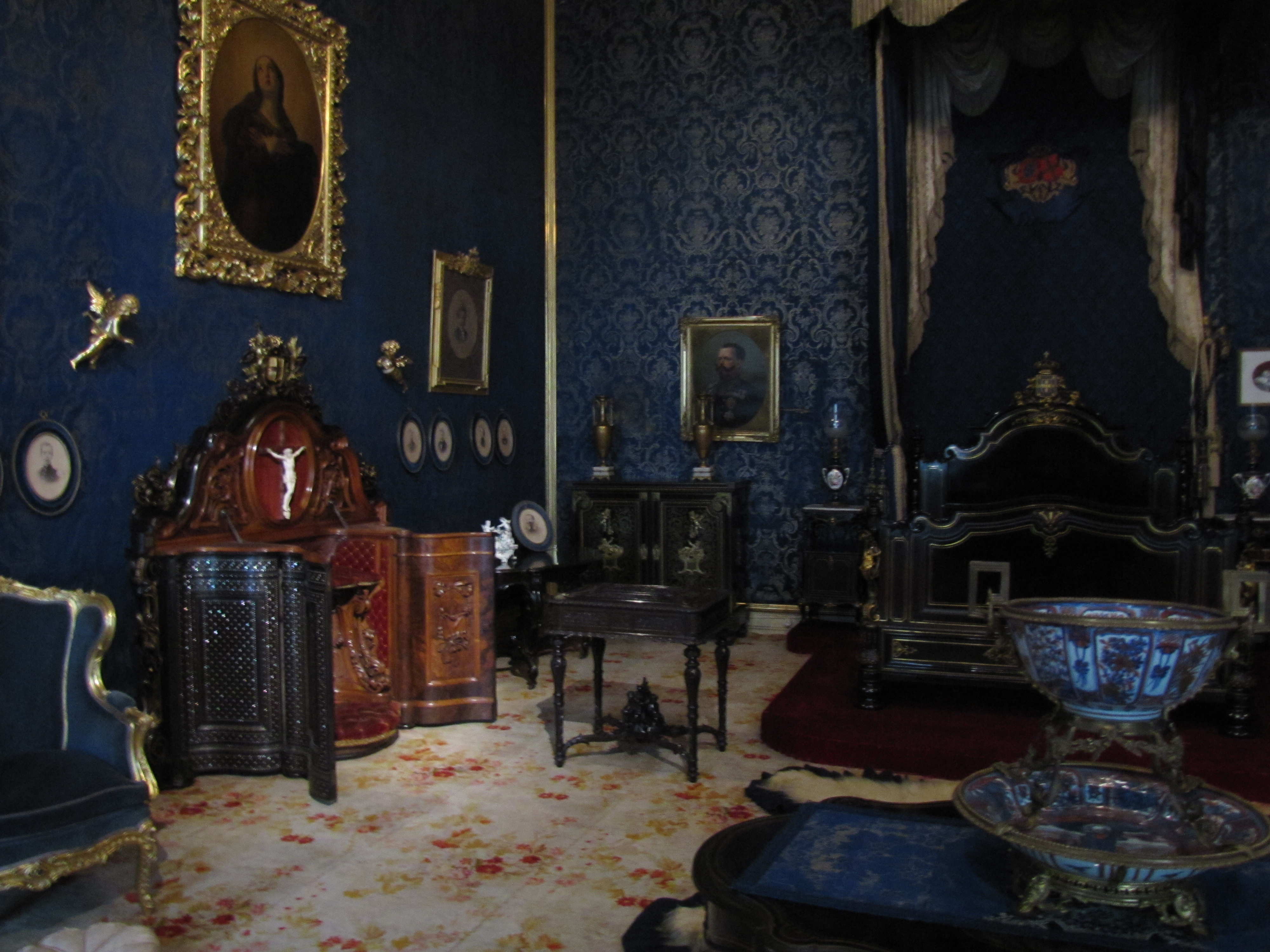
La chambre de la reine.
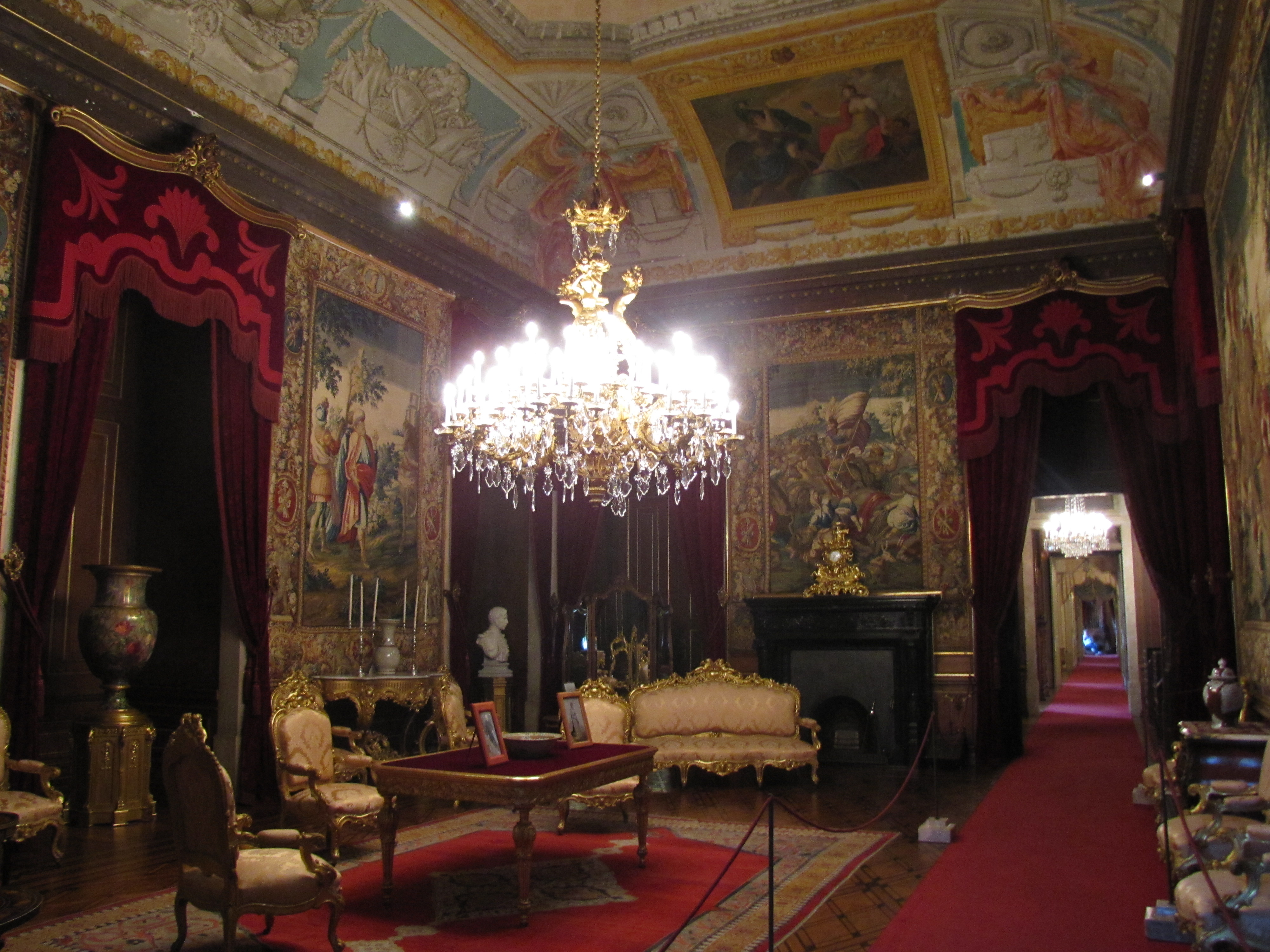
The Grande Dispatch Room.
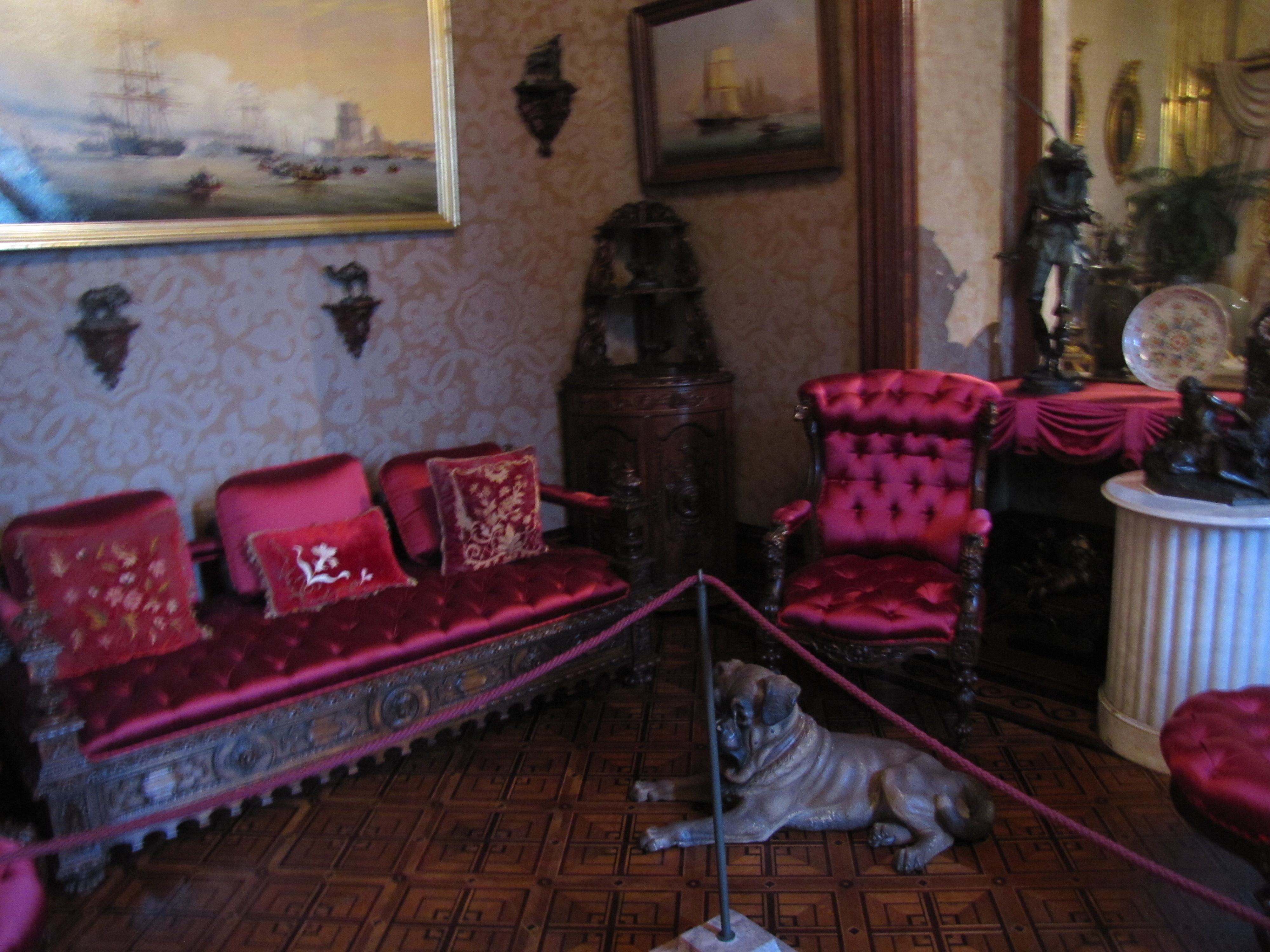
Le bureau de chêne.
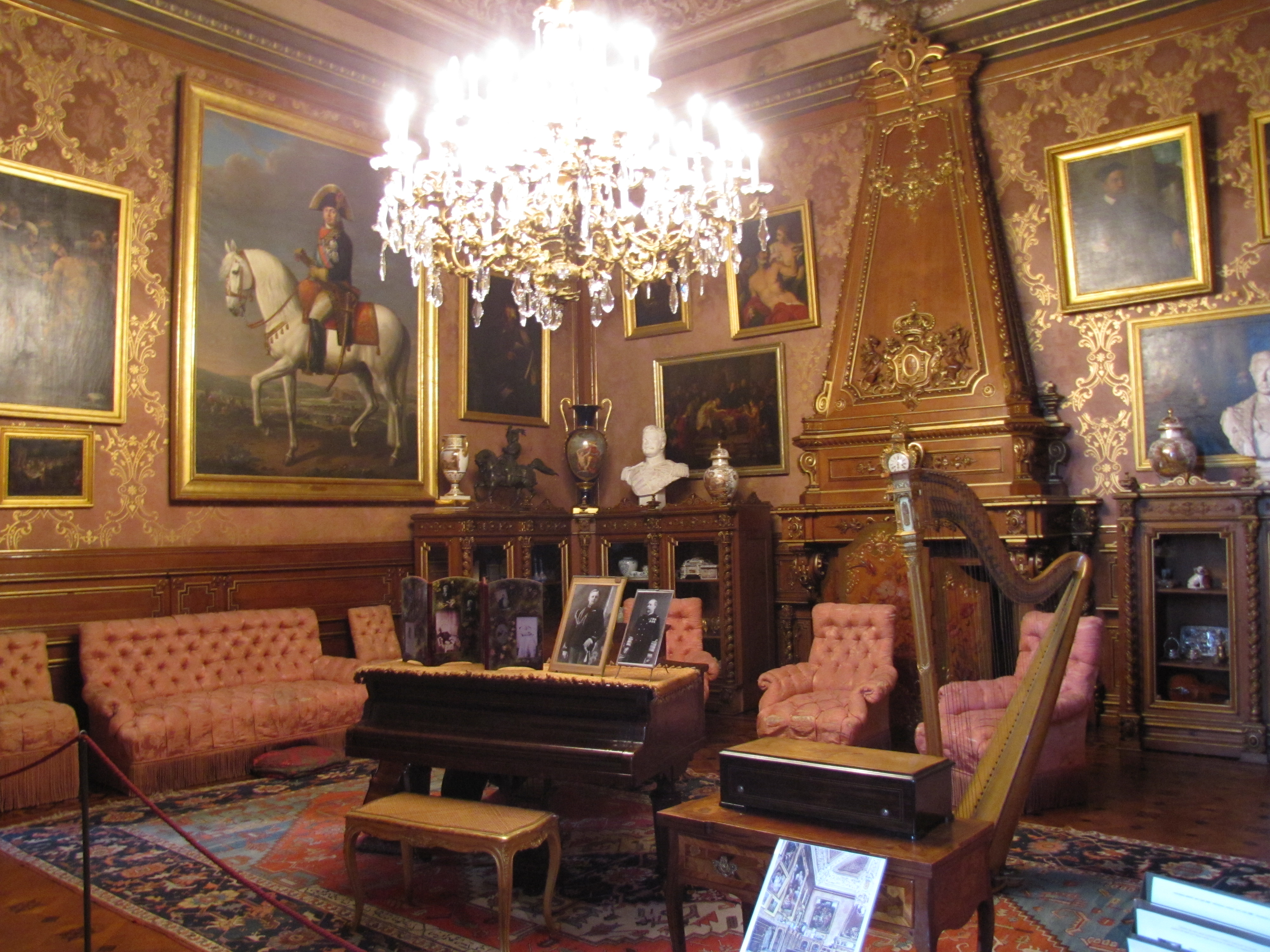
Le salon de musique.
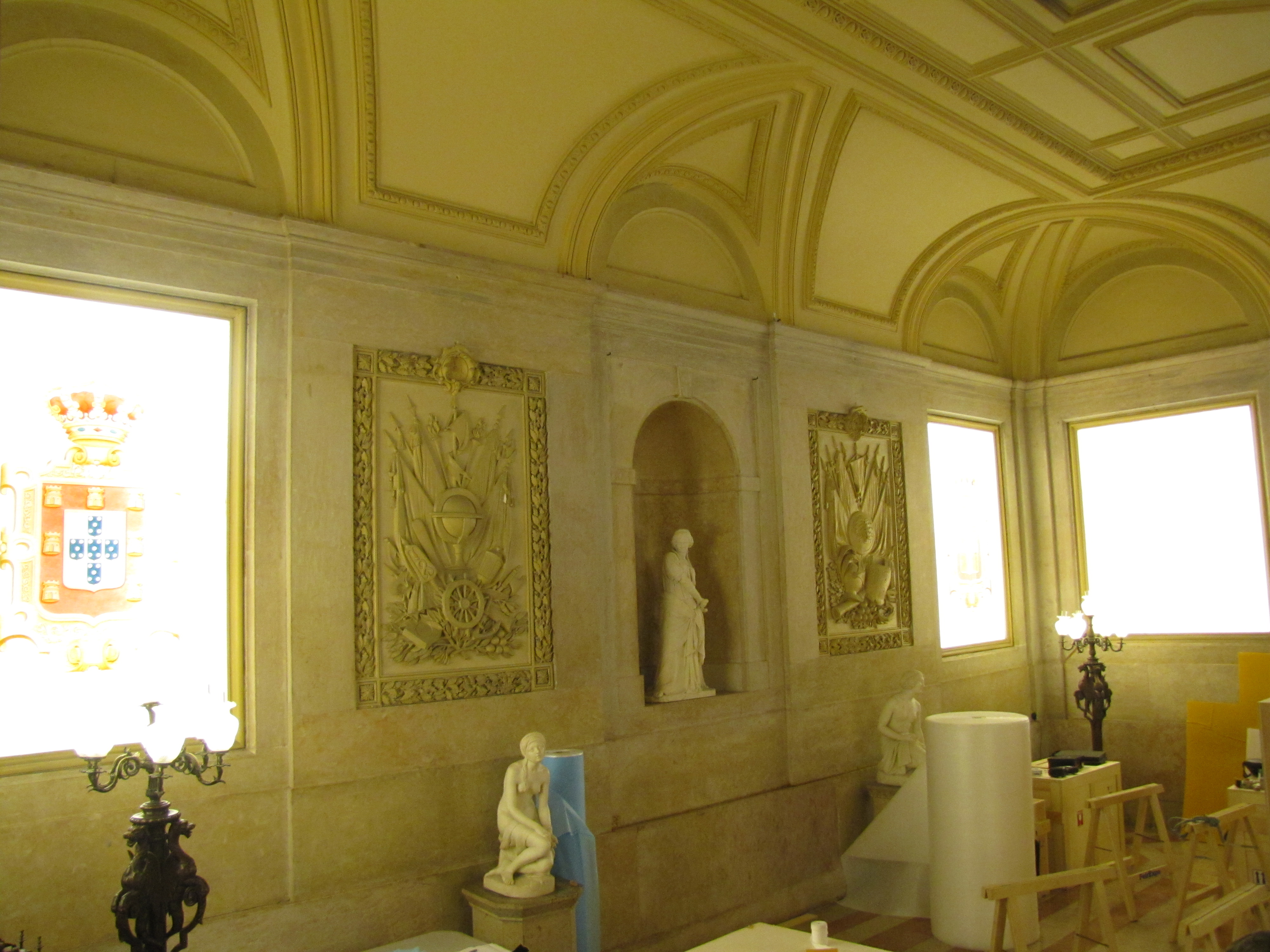
Le vestibule.
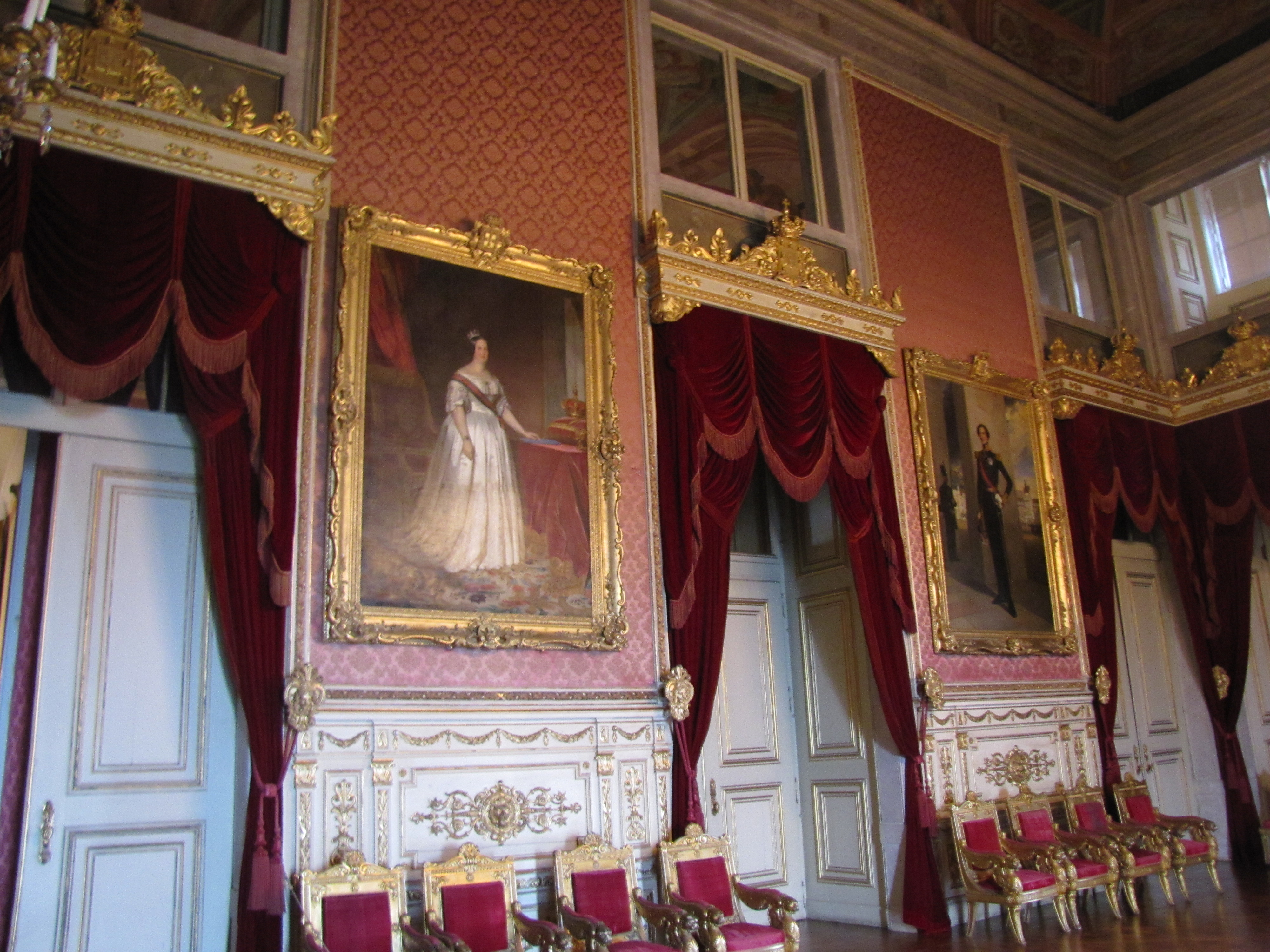
La salle du trône.
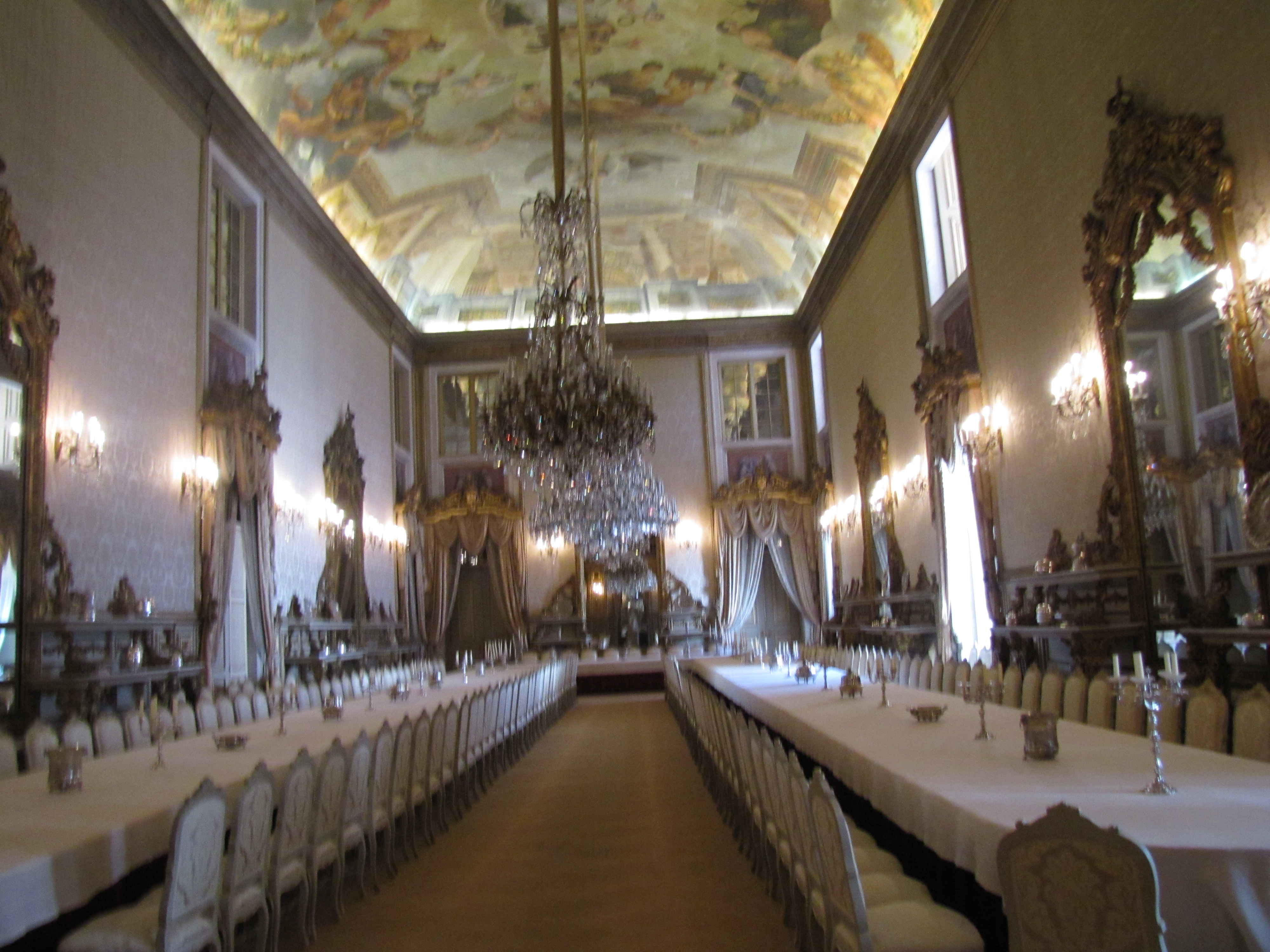
La grande salle à manger.